# 阿尔巴塔克斯
阿尔巴塔克斯是意大利撒丁大区努奧羅省托尔托利市镇最大的分区，當地居住者近5,000名居民，按人口计算，它也是努奧羅省的第三大城镇，仅次于拉努塞伊（5,700）和托尔托利（5,300，光主城区，不包括其他分区的人口数量）。